# 敢國神社

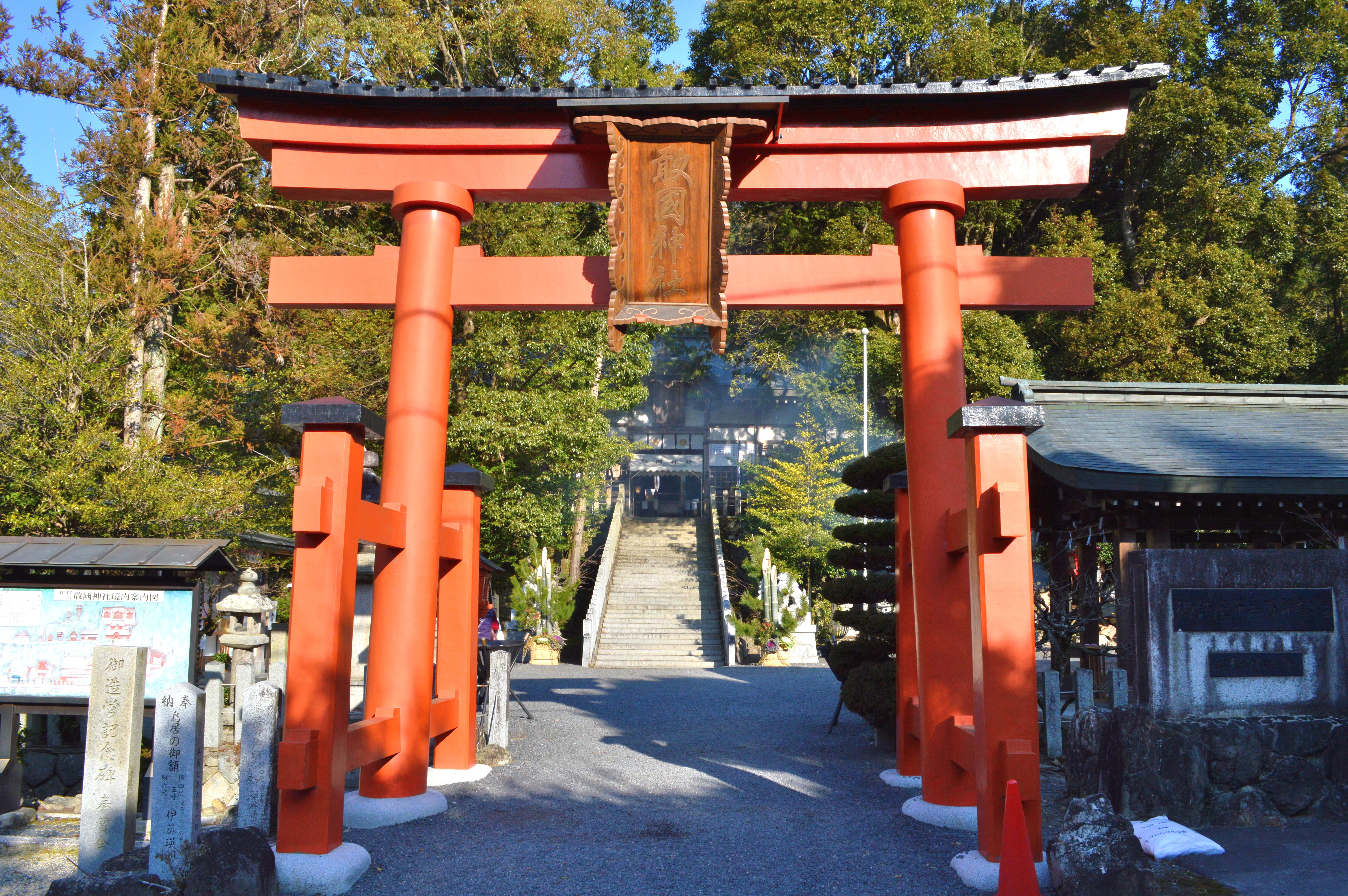
鳥居

敢國神社（あえくにじんじゃ）は、三重県伊賀市一之宮にある神社。式内社（大社）、伊賀国一宮。旧社格は国幣中社で、現在は神社本庁の別表神社。

## 祭神
祭神は次の3柱。
主祭神
- 大彦命（おおひこのみこと）
第8代孝元天皇第一皇子。『日本書紀』によると、四道将軍の1人として北陸道へ派遣されたという。

配神
- 少彦名命（すくなひこなのみこと） - 右座。
- 金山比咩命（かなやまひめのみこと） - 左座。

### 祭神について
『延喜式』神名帳の記載に見えるように元々の祭神は1座で、国史に「敢国津神」とあるように「敢（あえ：旧阿拝郡一帯）の国津神」が本来の祭神であったと見られている。この神の本質としては、一帯に勢力を持った阿閇氏（敢氏/阿閉氏）の氏神とも、円錐形をなす南宮山（伊賀小富士）が神奈備として祀られたものとも推測される。
中世に入ると、この神に人格神として金山比咩命または金山比古命をあてる説と、少彦名命にあてる説とが生じた。金山比咩命をあてる説は、南宮山に対する信仰に基づくと見られ、古くは室町時代末期の『大日本国一宮記』や『延喜式神名帳頭註』に記載が見える。美濃国一宮の南宮大社（岐阜県不破郡垂井町）との関連伝承を記す文献もあるが、その傍証は欠いており詳らかではない。一方、少彦名命は開拓神として知られる神で、『梁塵秘抄』に「伊賀国にはおさなきちごの宮」と見えることから、平安時代末期には少彦名命説が確立したと見られている。以後、室町時代末期から江戸時代の間は、金山比咩命・少彦名命の2神説、またはこれらに甲賀三郎を加える3神説が定着していた。
江戸時代の正徳3年（1713年）になると、度会延経が『神名帳考証』において大彦命を祭神とする説を唱えた。この説は、『日本書紀』孝元天皇紀や『新撰姓氏録』阿閇臣条に大彦命が阿閇氏祖として記されることに基づく。後にこの大彦命説が取り入れられて甲賀三郎は廃され、明治以降は大彦命・少彦名命・金山比咩命の3神説が定着し現在に至っている。

## 歴史

### 創建
社伝では、斉明天皇4年（658年）の創建になるとする。これによると祭神の大彦命は四道将軍として北陸地方を平定し、その子孫は伊賀国阿拝郡一帯に居住して阿閇氏（敢氏/阿閉氏）を称し、大彦命を祖神として祀ったという。また、それとは別に少彦名命を祀る秦氏一族があり、これら2柱をもって創建されたとする。創建当初は、敢國神社南方の南宮山山頂付近に祀られたが、後に現在地（南宮山山麓）に遷されたという。その後、山頂附近の社殿跡には南宮大社より勧請された金山比咩命が祀られた為、その山が「南宮山」と呼ばれたともいう。そして貞元2年（977年）、金山比咩命の社殿前の神木に言葉が現れたことにより、金山比咩命を敢國神社に合祀したとしている。
実際の古代祭祀については、南宮山が円錐形を成す典型的な神奈備であることから、この南宮山に対する原始信仰に始まったと見られる。特に敢國神社南方200メートル付近に大岩（「黒岩」とも）が存在したことから、これを磐座として南宮山を遥拝する形の祭祀が行われたものと推測されている。この大岩は現在は失われているが、付近には大岩古墳があり、古墳時代の祭祀の存在が指摘される。同地にはかつて大石明神（大岩明神）が祀られ、これがかつての祭祀の根本であったと見られるが、同社は現在は敢國神社境内に遷され「大石社」として祀られている。

### 概史
国史に見える記事では、『日本文徳天皇実録』嘉祥3年（850年）条において従五位下の神階を授かったと見える伊賀国の「津神」を敢國神社に比定する説がある。一方、『日本三代実録』貞観6年（864年）条において従五位下を授かったとある伊賀国の「安部神」に比定する説もある。その後『日本三代実録』や『日本紀略』によると、「敢国津神」または「敢国津大社神」の神階が貞観9年（867年）に従五位上、貞観15年（873年）に正五位下、寛平3年（891年）に正五位上に昇叙されている。
延長5年（927年）成立の『延喜式』神名帳では伊賀国阿拝郡に「敢国神社 大」と記載され、式内大社に列している。大社に列したのは伊賀国で敢國神社が唯一になる。また、延長年間（923年 - 931年）には朝廷によって社殿が修復されている。
『伊賀名所記』（室町時代末期頃成立）によれば、安和2年（969年）に正一位に叙せられたという。また『源平盛衰記』に「一宮南宮大菩薩」と見えるのを初見とし、以後は伊賀国において一宮の位置づけにあったとされ、この頃より「南宮」とする呼称も見られる。
南北朝時代には南朝の後村上天皇が行幸し、数日間の参籠を行った後、社領を加増している。
中世以降は諏訪信仰が流入して甲賀三郎譚も広がり、敢國神社の祭祀の中心をなした。天正9年（1581年）の天正伊賀の乱では、織田信長の侵攻に伴って社殿を焼失し、この時に多くの社記も失われている。この荒廃を受け、文禄2年（1593年）に山伏の小天狗清蔵によって社殿が再建された。小天狗清蔵は慶長3年（1598年）に湯釜（伊賀市指定有形文化財）も寄進している。
江戸時代に入り藤堂高虎が伊賀に入国した後は、藩主により上野城の鬼門として崇敬をうけ、慶長14年（1609年）に本殿が再興された。次いで鐘撞堂も建立され、慶長17年（1612年）には社領として107.4石が寄進されている。この頃の神主は、東氏・南氏・中西氏が担っていた。
明治維新後、1871年（明治4年）5月に近代社格制度において国幣中社に列した。戦後は神社本庁の別表神社に列している。

### 神階
- 嘉祥3年（850年）6月4日、従五位下? （『日本文徳天皇実録』） - 表記は「津神」。
- 貞観6年（864年）10月15日、正六位上から従五位下? （『日本三代実録』） - 表記は「安部神」。
- 貞観9年（867年）10月5日、従五位下から従五位上 （『日本三代実録』） - 表記は「敢国津神」。
- 貞観15年（873年）9月27日、従五位上から正五位下 （『日本三代実録』） - 表記は「敢国津大社神」。
- 寛平3年（891年）4月28日、正五位下から正五位上 （『日本紀略』） - 表記は「敢国津大社神」。

## 境内

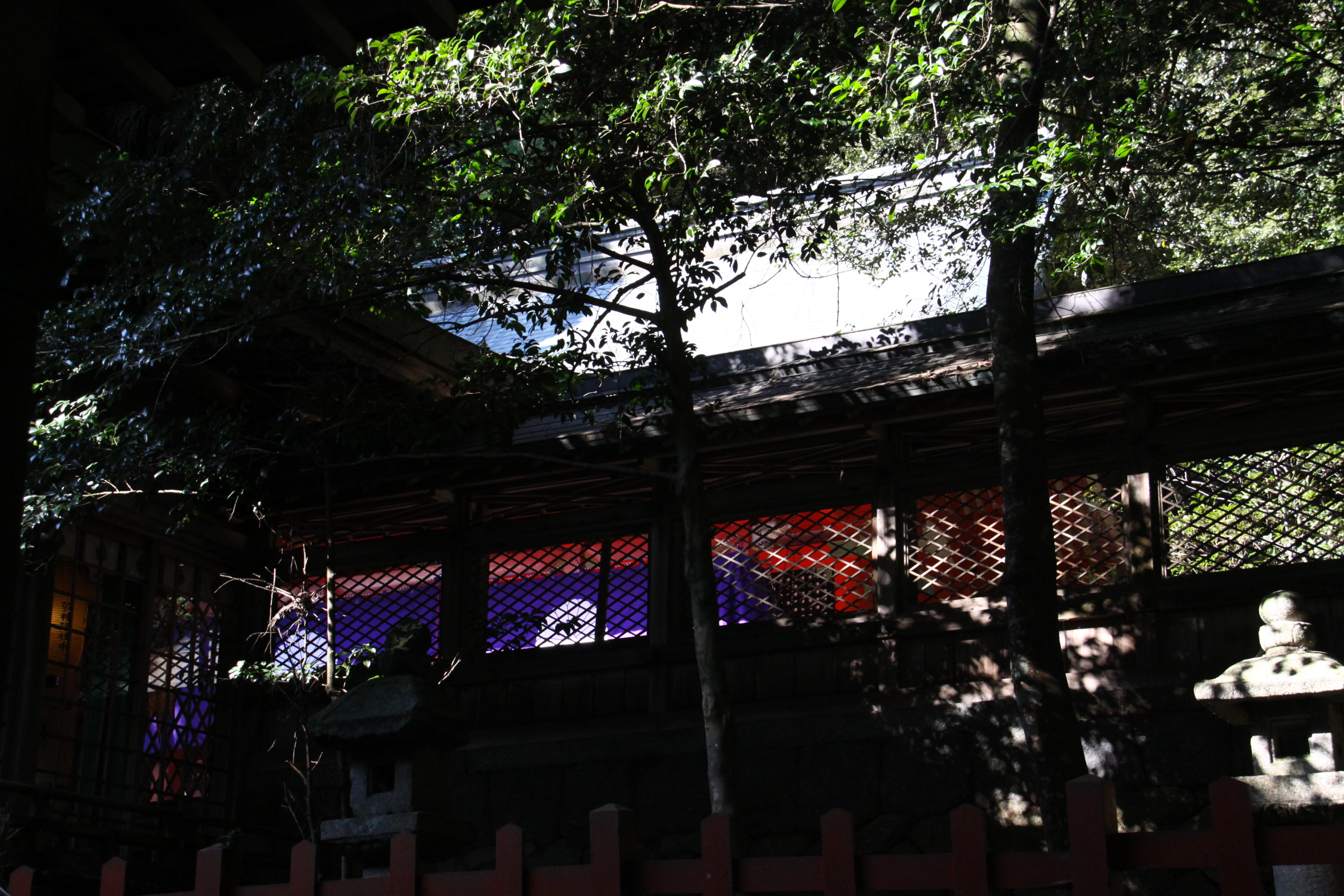
本殿
- 拝殿
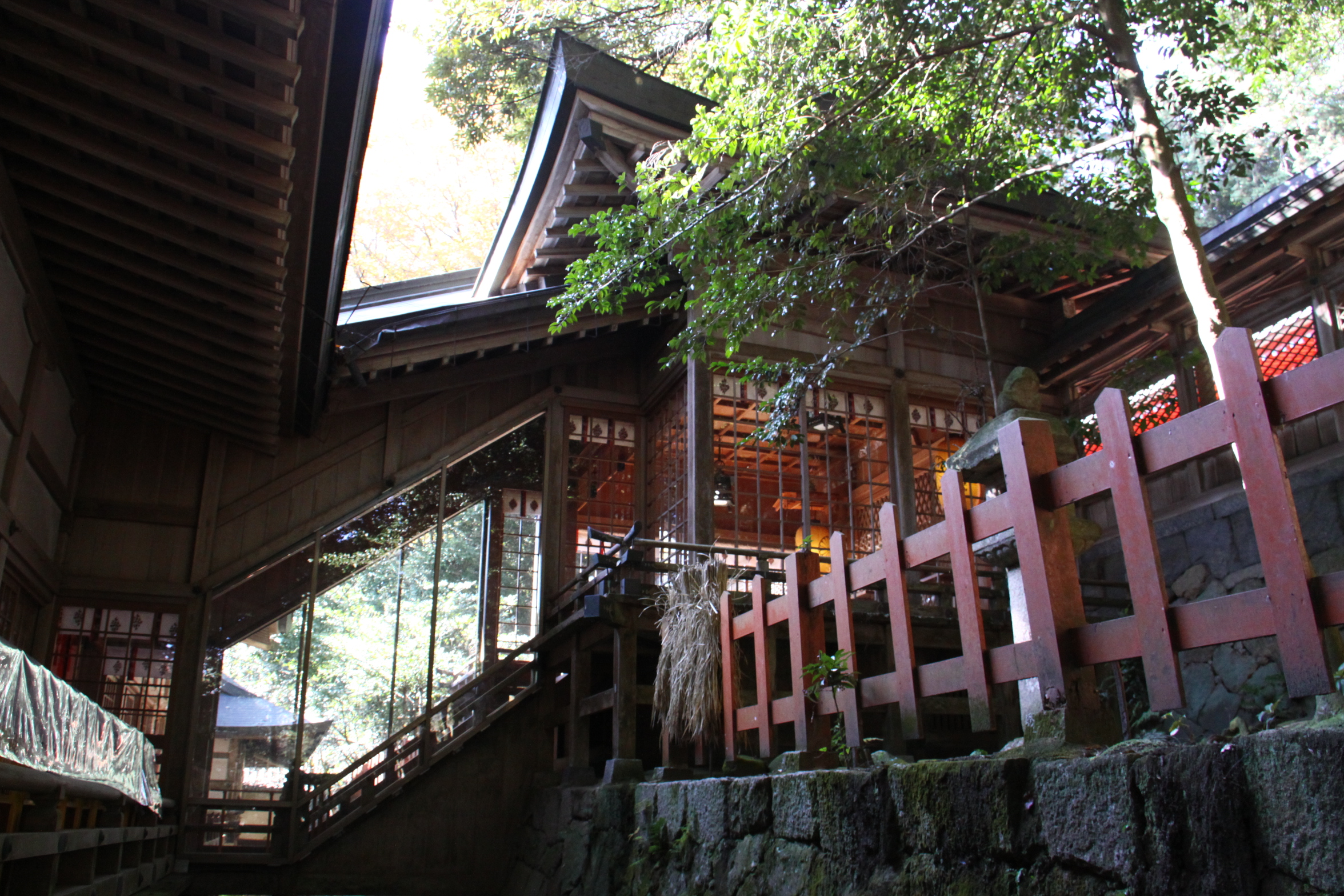
祝詞殿
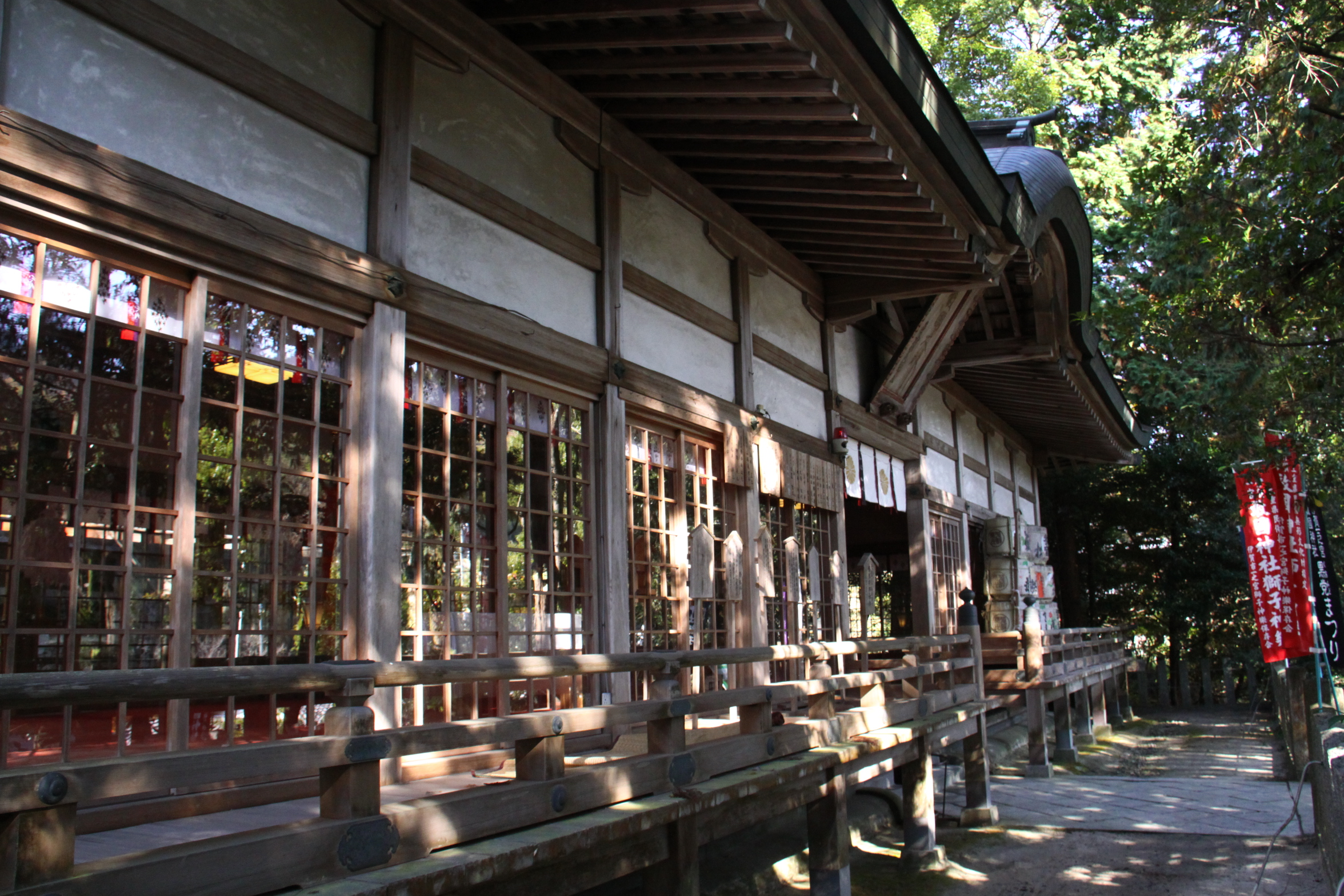
絵馬殿
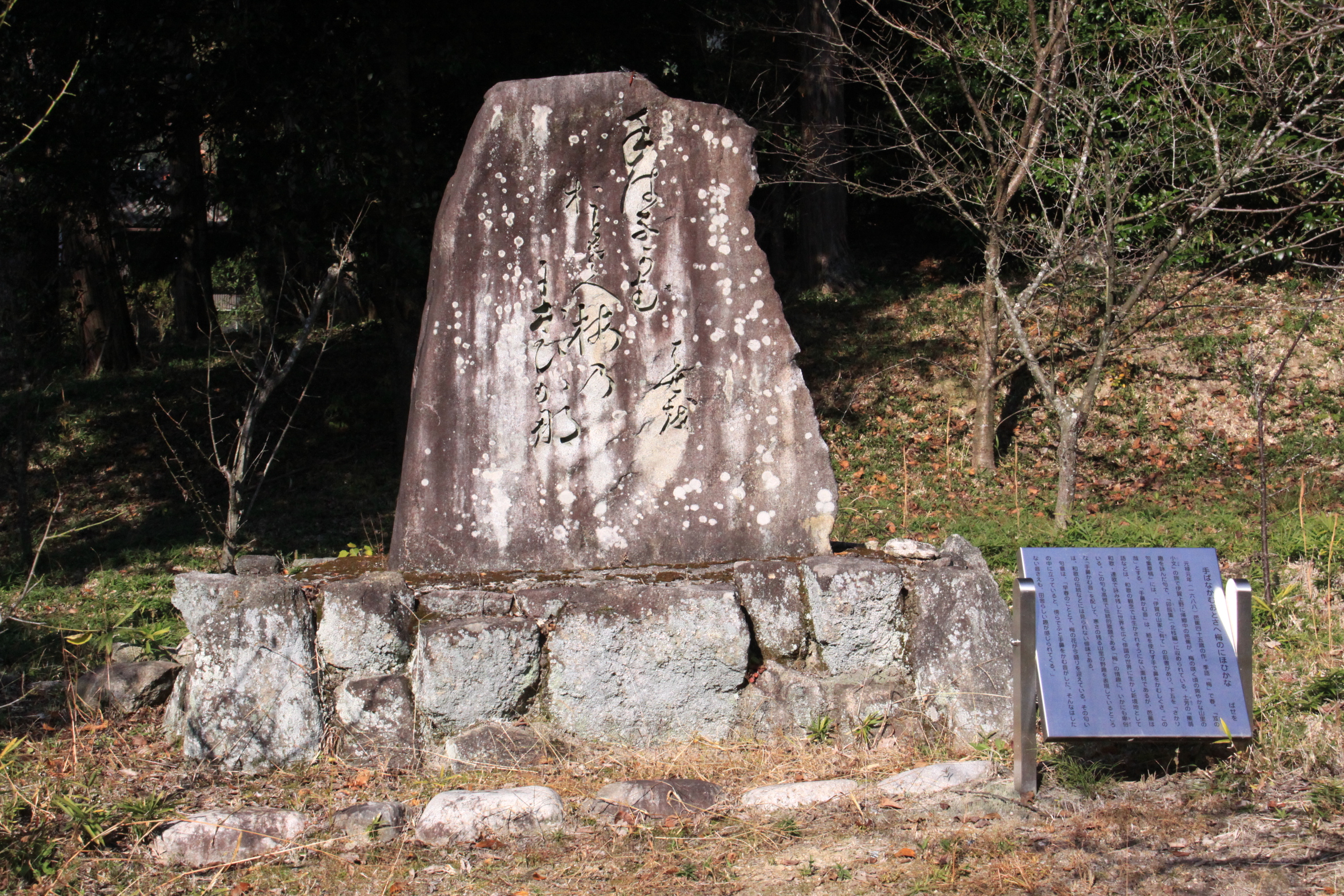
社務所・崇敬者会館
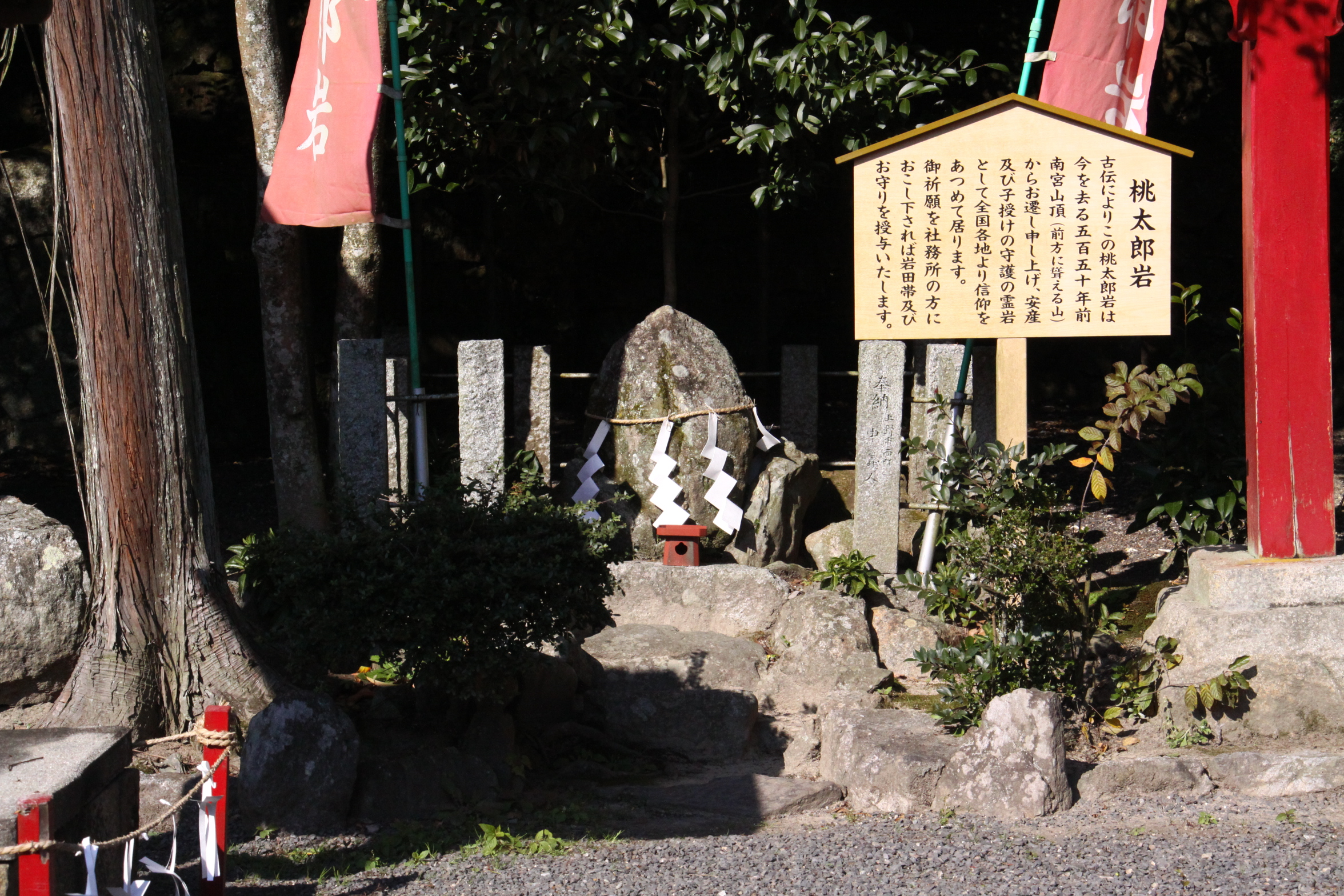
桃太郎岩

- 本殿
- 祝詞殿
- 拝殿
- 芭蕉句碑
- 桃太郎岩
南宮山頂から遷したとされる霊石。

## 摂末社

### 摂社
- 六所社 - 本殿に並び東側に鎮座する。
- 九所社 - 本殿に並び西側に鎮座する。

### 末社
- 若宮八幡社
- 子授社
- 神明社
- 楠社
- 結社
- 大石社
- 市杵島神社
- 浅間社 - 南宮山山頂に鎮座する境外末社。

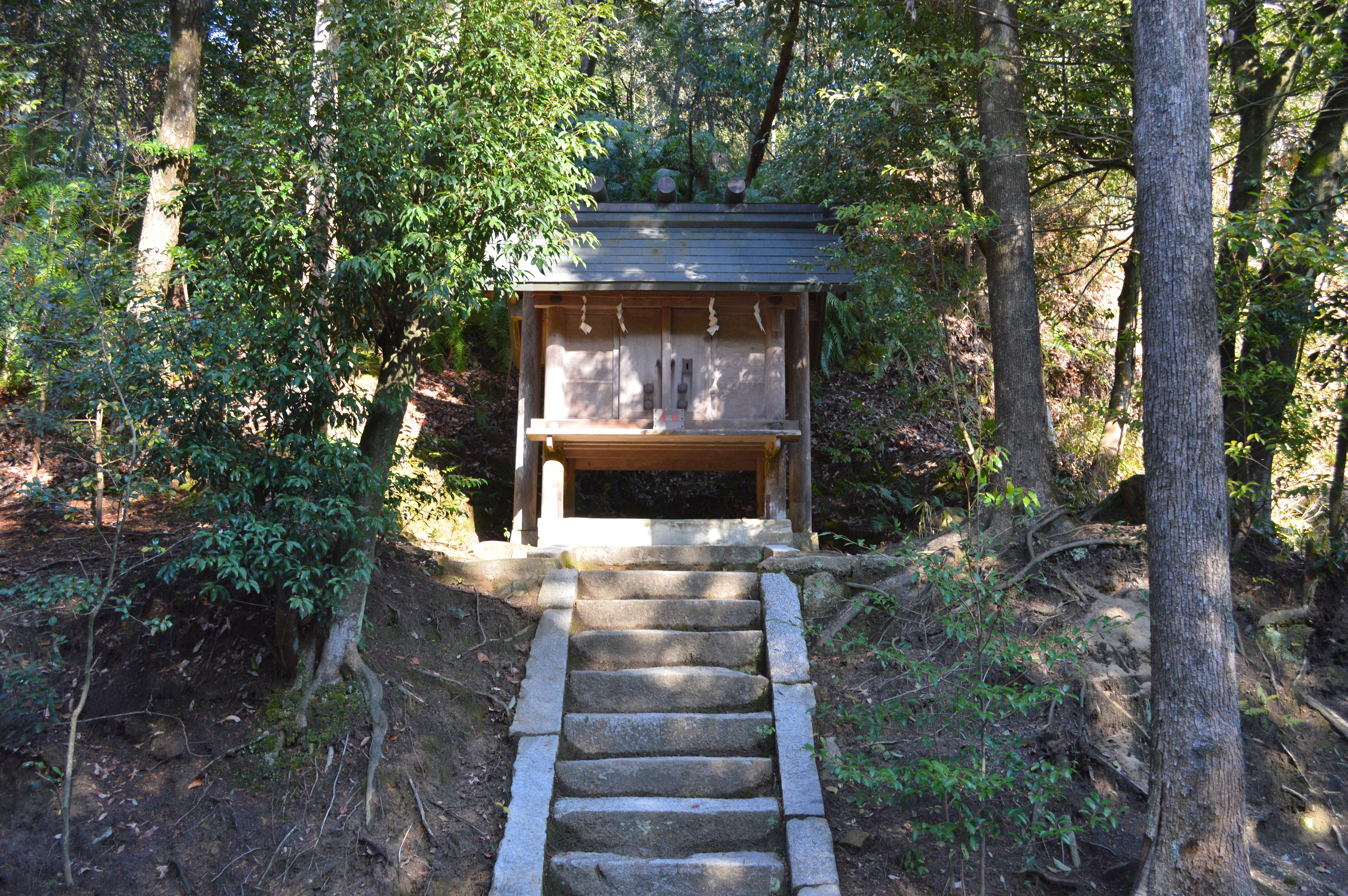
若宮八幡社
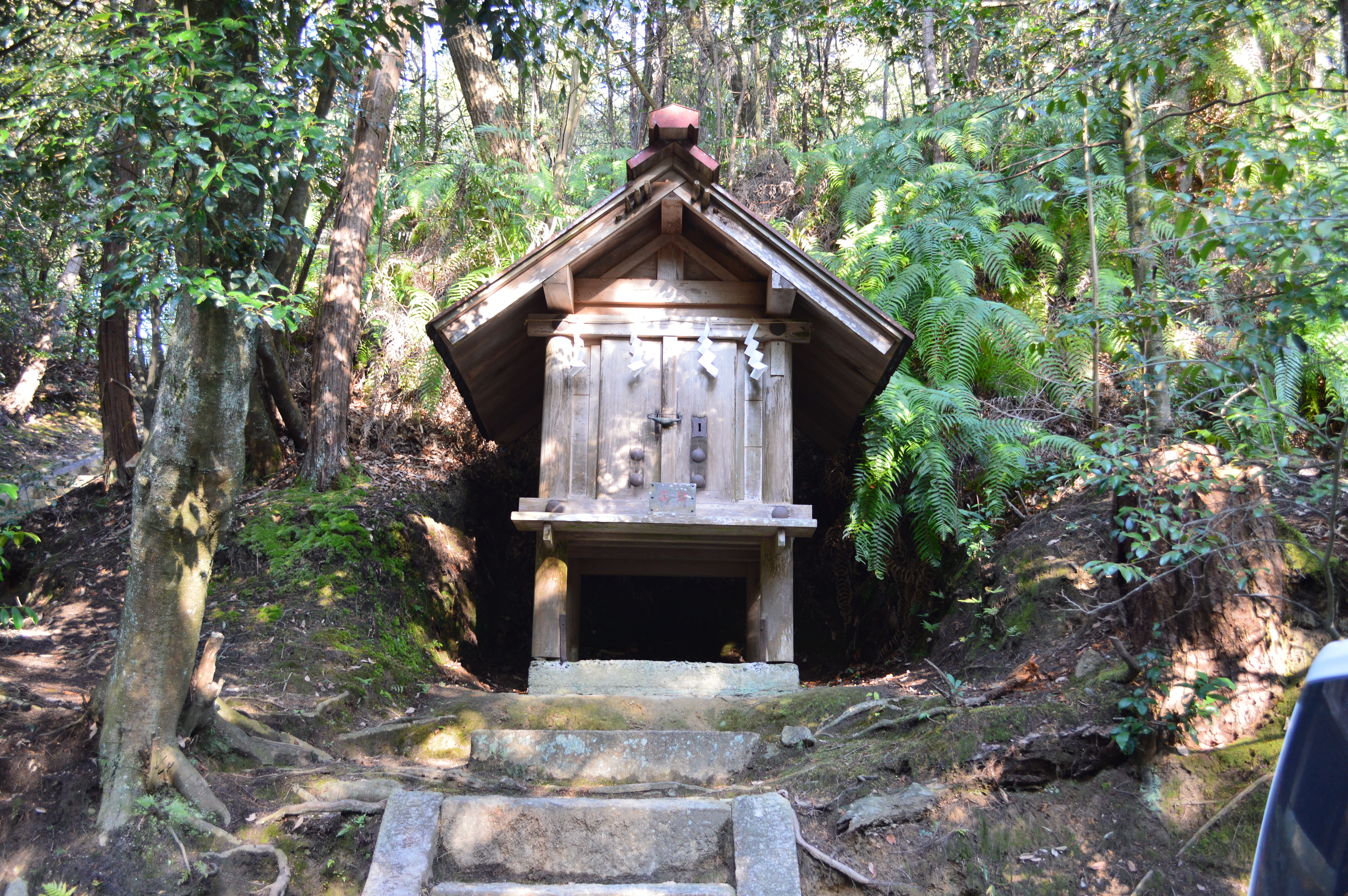
子授社
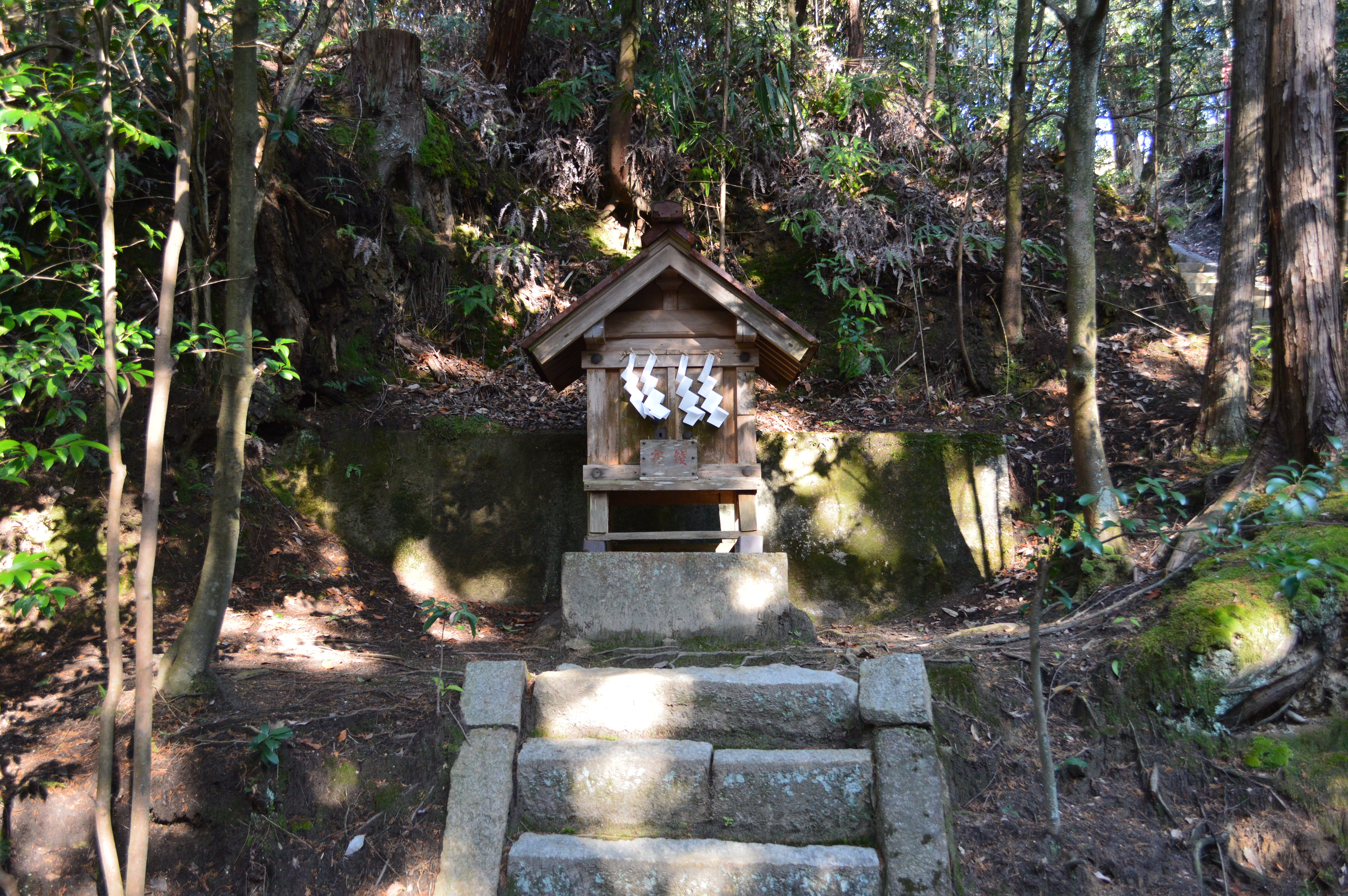
神明社
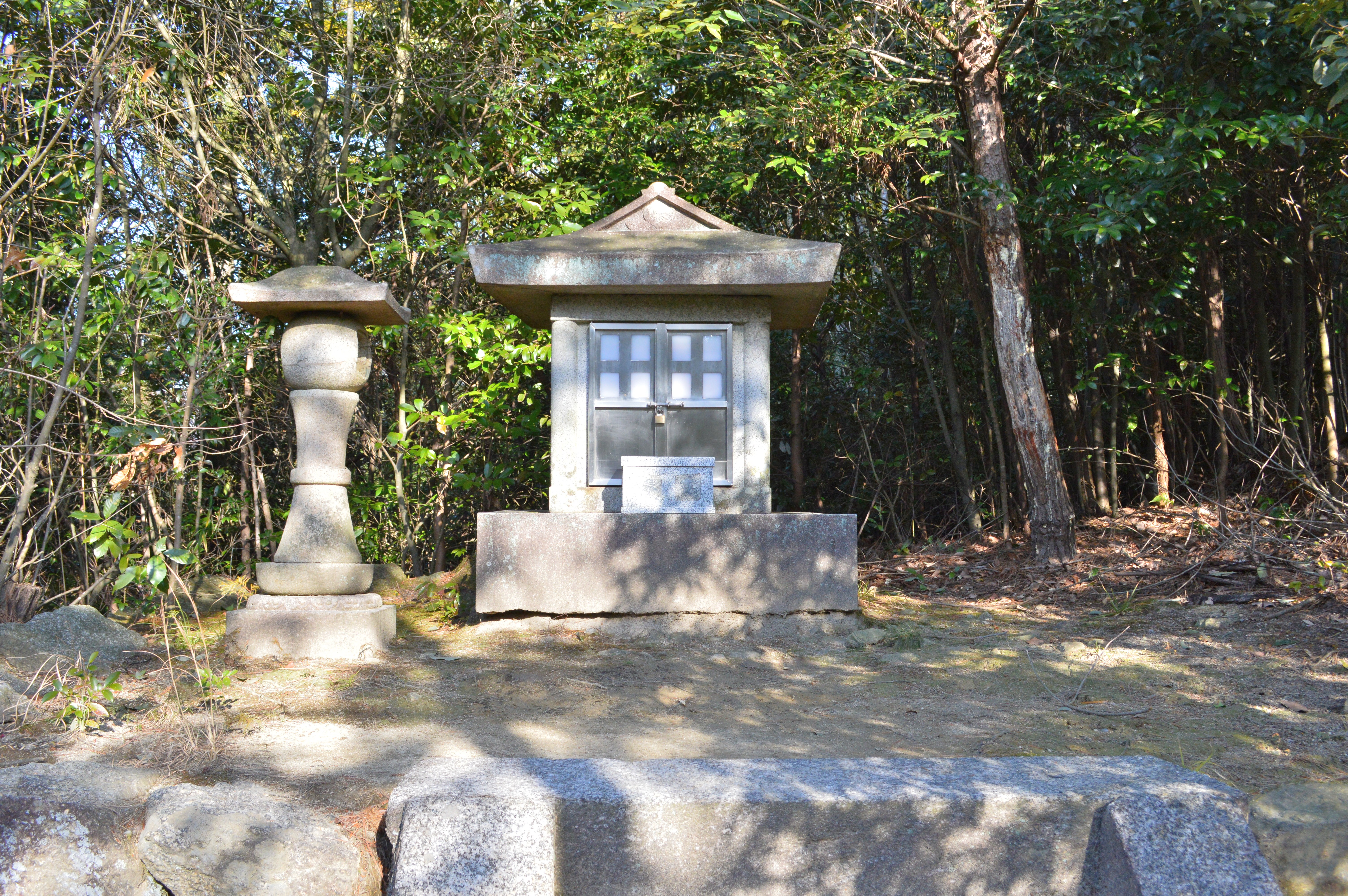
楠社
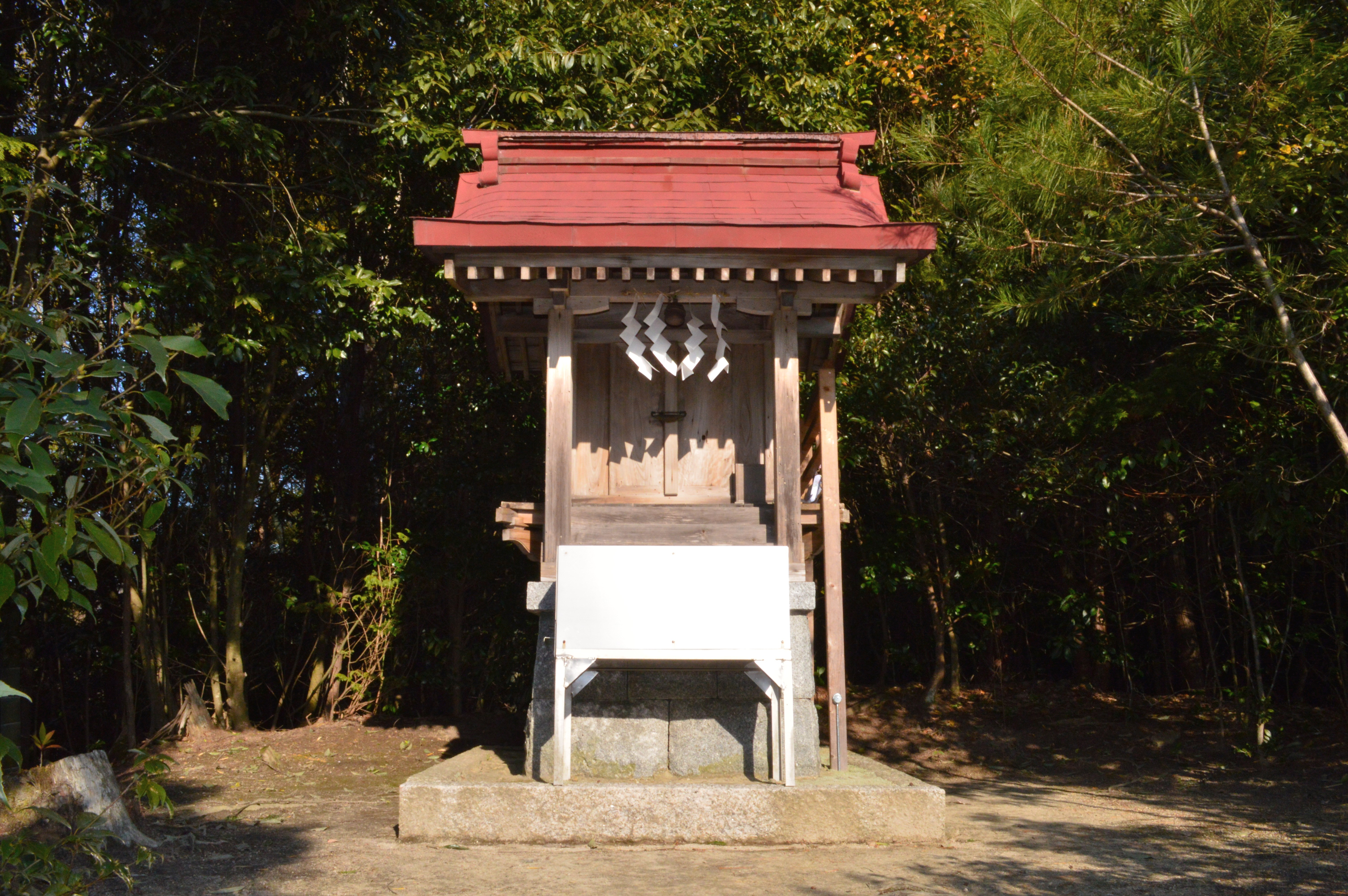
結社
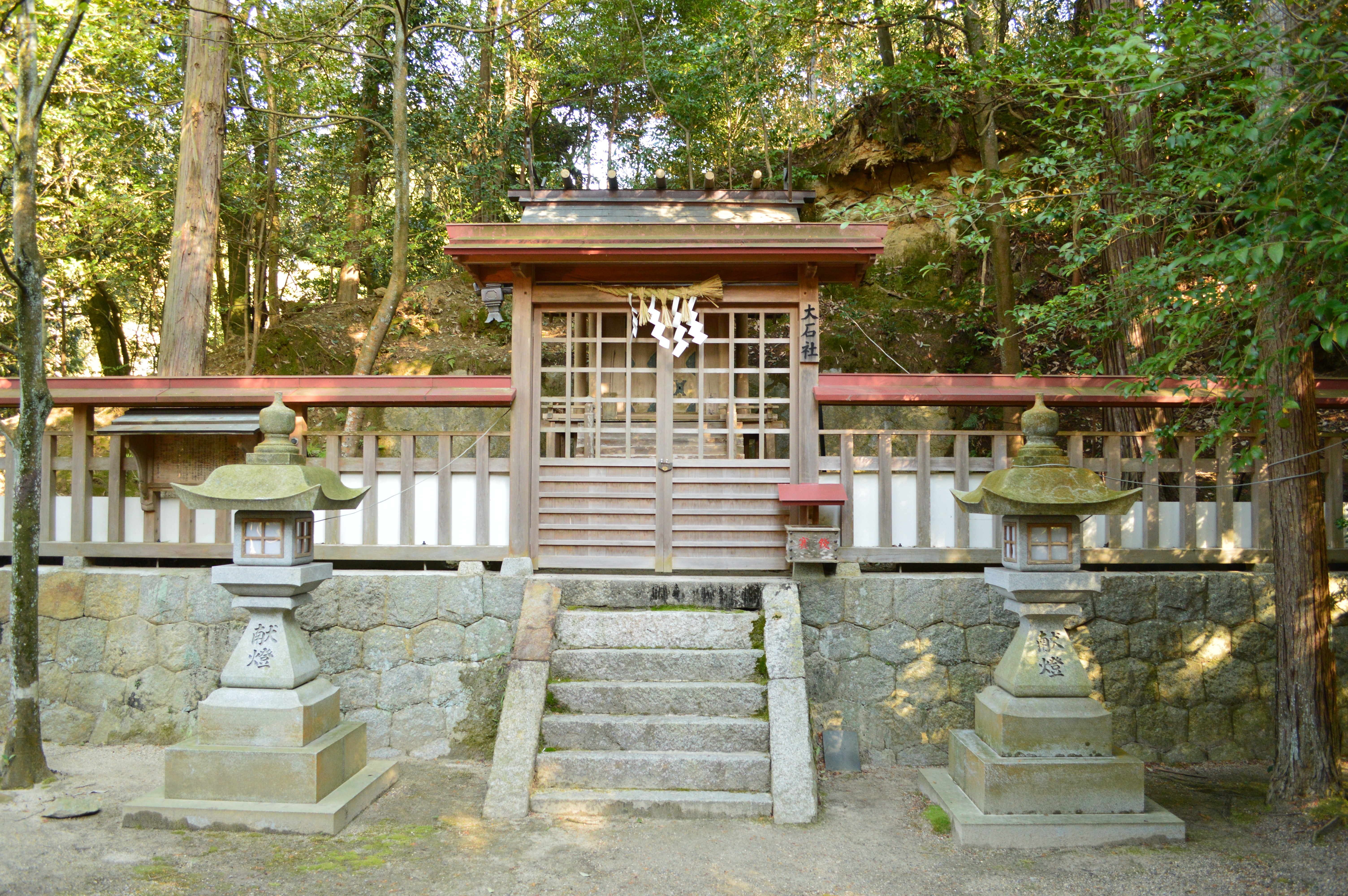
大石社
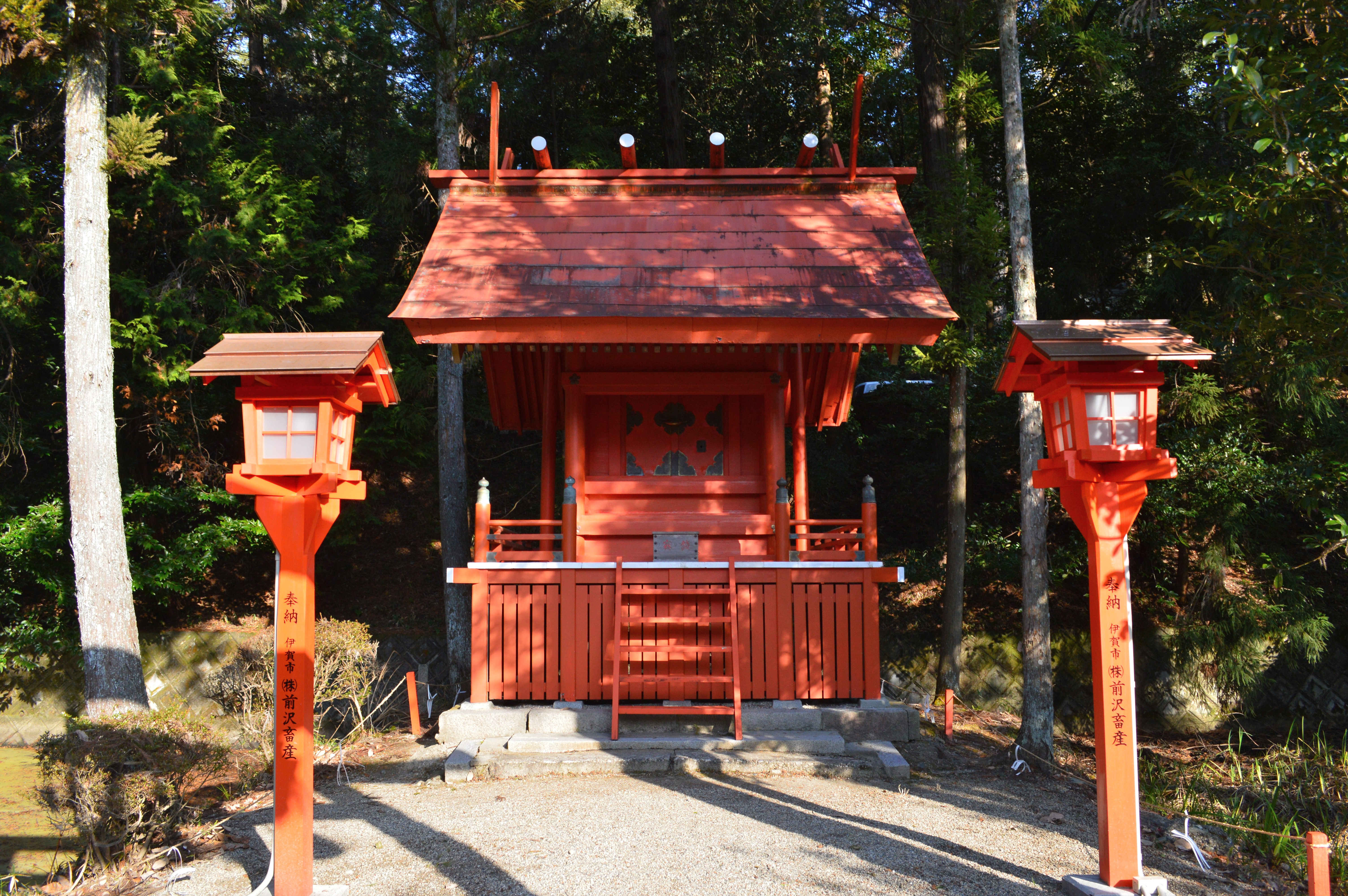
市杵島神社

## 祭事
敢國神社の祭では特に、獅子神楽舞初式（1月3日）、獅子神楽舞上祭（4月17日）、例祭（12月5日）において獅子神楽が奉納される。この神楽は慶長年間（1596年-1615年）の起源になるといわれる。伊賀各地の獅子神楽の原型になるものとされ、三重県指定無形民俗文化財に指定されている。

## 文化財

### 三重県指定文化財
- 有形文化財
  - 三十六歌仙扁額 12面（36図）（絵画）
三十六歌仙を3枚1組で計12面の扁額に収めた歌仙画。『公室年譜略』慶長14年（1609年）条記事に見えるものとされるが、同記事で作者と見える「山徳」は狩野山楽の誤りと見られる。色紙は近衛信基の筆。平成17年3月17日指定[8]。
- 無形民俗文化財
  - 敢国神社の獅子舞 - 昭和29年4月1日指定[9]。

### 伊賀市指定文化財
- 有形文化財
  - 湯釜 2個（工芸品） - 慶長3年（1598年）奉納。昭和33年11月22日指定。
  - 石造灯籠（工芸品） - 平成16年2月26日指定。

## 関係地

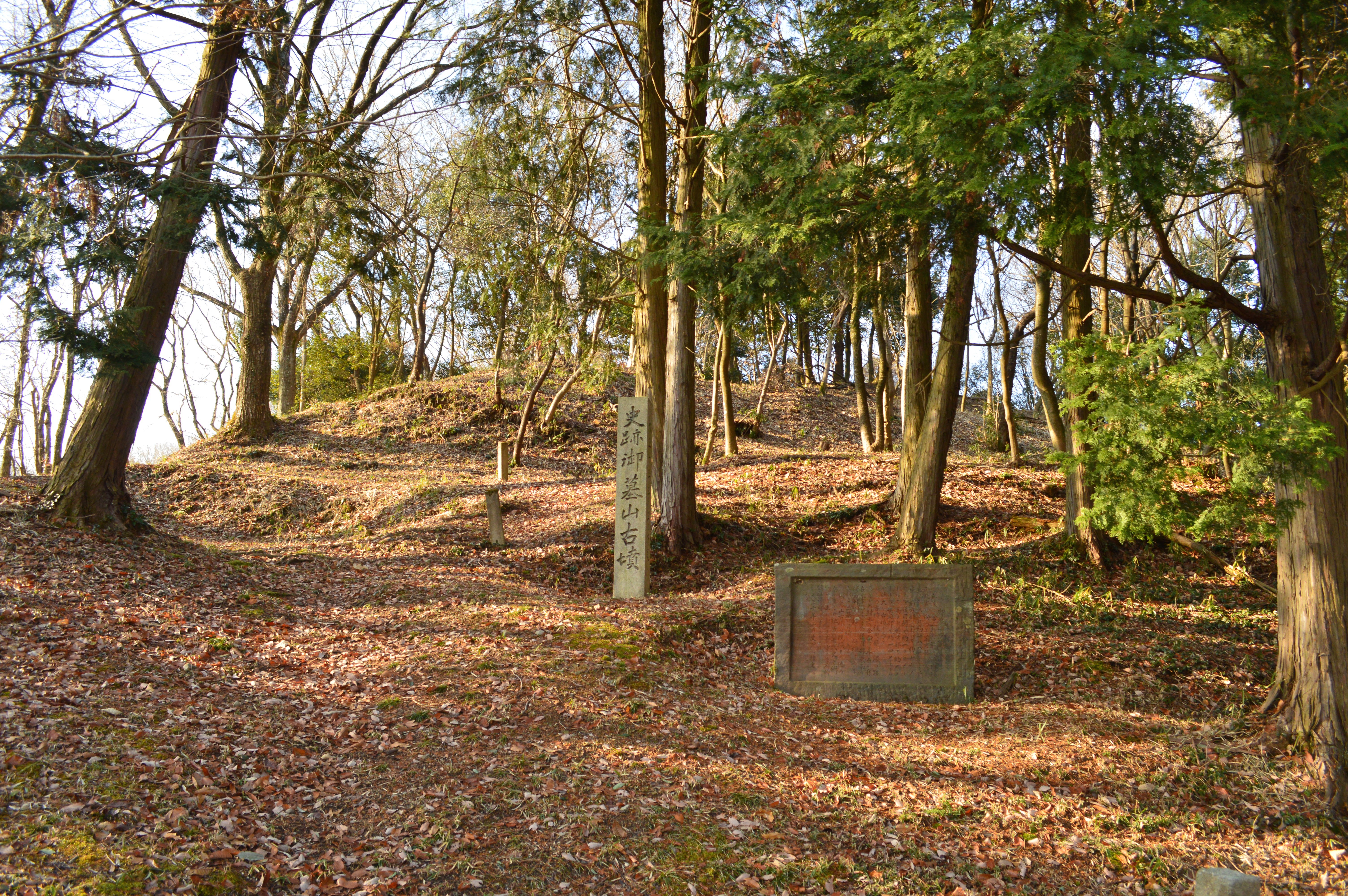
御墓山古墳（伊賀市佐那具町）

御墓山古墳
「みはかやまこふん/おはかやまこふん」。伊賀市佐那具町にある前方後円墳。5世紀の築造とされ、188メートルという墳丘長は伊賀地方ひいては三重県で最大規模を誇る。被葬者は定かでないが、敢國神社社伝では敢國神社祭神の大彦命にあてる。

## 現地情報
所在地
- 三重県伊賀市一之宮877

交通アクセス
- バス
  - 新堂駅南口（JR西日本関西本線）から、三重交通バス（上野産業会館行き）で「敢国神社」バス停下車
  - 上野市駅前（伊賀鉄道伊賀線）から、三重交通バス（伊賀支所行き）で「敢国神社」バス停下車
- 車
  - 名阪国道（国道25号バイパス）伊賀一之宮インターチェンジからすぐ

## 関連文献
- 『古事類苑』 神宮司庁編、敢國神社項。
  - 『古事類苑 第9冊』（国立国会図書館デジタルコレクション）168-171コマ参照。
- 安津素彦・梅田義彦編集兼監修者『神道辞典』神社新報社、1968年、1頁
- 白井永二・土岐昌訓編集『神社辞典』東京堂出版、1979年、3頁